# Cochranella riveroi
Cochranella riveroi és una espècie de granota que viu a Veneçuela.